# Liste der Baudenkmale in Oederquart
In der Liste der Baudenkmale in Oederquart  sind alle Baudenkmale der niedersächsischen Gemeinde Oederquart aufgelistet. Die Quelle der Baudenkmale ist der Denkmalatlas Niedersachsen. Der Stand der Liste ist der 17. Oktober 2021.

## Allgemein
In den Spalten befinden sich folgende Informationen:
- Lage: die Adresse des Baudenkmales und die geographischen Koordinaten. Kartenansicht, um Koordinaten zu setzen. In der Kartenansicht sind Baudenkmale ohne Koordinaten mit einem roten Marker dargestellt und können in der Karte gesetzt werden. Baudenkmale ohne Bild sind mit einem blauen Marker gekennzeichnet, Baudenkmale mit Bild mit einem grünen Marker.
- Bezeichnung: Bezeichnung des Baudenkmales
- Beschreibung: die Beschreibung des Baudenkmales. Unter § 3 Abs. 2 NDSchG werden Einzeldenkmale und unter § 3 Abs. 3 NDSchG Gruppen baulicher Anlagen und deren Bestandteile ausgewiesen.
- ID: die Objekt-ID des Baudenkmales
- Bild: ein Bild des Baudenkmales, ggf. zusätzlich mit einem Link zu weiteren Fotos des Baudenkmals im Medienarchiv Wikimedia Commons. Wenn man auf das Kamerasymbol klickt, können Fotos zu Baudenkmalen aus dieser Liste hochgeladen werden:

## Oederquart

### Gruppe: Bruchweg 35
Die Gruppe hat die ID 30900045. Die Hofanlage Bruchweg 35 besteht aus einer größeren Kate und einem Stallgebäude, beide sind aus Fachwerk errichtet und stammen vom Ende des 19. Jahrhunderts.

| Lage                                   | Bezeichnung               | Beschreibung | ID       | Bild |
| -------------------------------------- | ------------------------- | --- | -------- | ---- |
| Bruchweg 35 53° 45′ 34″ N, 9° 13′ 6″ O | Wohn-/ Wirtschaftsgebäude | Die Kate besteht aus zwei Teilen, dem Wohnbereich und dem Stallbereich. Der Stall ist aus Fachwerk mit Backsteine gefüllt. Der Wohnbereich ist massiv aus Backstein gemauert. Über beide Bauteile spannt sich ein reetgedecktes Satteldach. Über dem Eingang befindet sich eine Inschrift, die obere Zeile lautet: Johannes Schmidt Metta Adele Schmidt gebore n d Fecht. Die unter Zeile lautet: Gott allein die Ehre und in der Mitte das vermutliche Baujahr 1882. | 30926716 | BW   |
| Bruchweg 35 53° 45′ 35″ N, 9° 13′ 6″ O | Stall                     | Erbaut wurde der Stall des Hofes zwischen 1880 und 1900. Es ist ein Fachwerkbau, die Gefache sind mit Backstein gefüllt. Das Satteldach ist mit Reet gedeckt. | 30926901 | BW   |

### Gruppe: Gehrenhof
Die Gruppe hat die ID 30899985. Die Hofanlage besteht aus einem großen Wohn-/Wirtschaftsgebäude von 1841 und einer älteren Kornscheune.

| Lage                                    | Bezeichnung               | Beschreibung | ID       | Bild |
| --------------------------------------- | ------------------------- | --- | -------- | ---- |
| Klintweg 11 53° 48′ 14″ N, 9° 12′ 26″ O | Wohn-/ Wirtschaftsgebäude | Sehr großes Fachwerkgebäude mit Backsteinausfachung, unter Satteldach. Großes Zwerchhaus an der Südseite. Errichtet 1841 (i). Jüngerer Anbau am östlichen Teil der Südfassade.                                                                 | 30926999 | BW   |
| Klintweg 11 53° 48′ 15″ N, 9° 12′ 29″ O | Scheune                   | Teilweise verbretterter, teilweise in Fachwerk mit Backsteinausfachung ausgeführter Breitbau mit reetgedecktem Walmdach, dabei typischerweise ein seitlich tief heruntergezogener Walm (Hemt) nach Westen. Erschlossen durch Querdurchfahrten. | 30927021 | BW   |

### Gruppe: Gut Oerichsheil
Die Gruppe hat die ID 30899963. Das Gut Oerichsheil besteht aus dem Gutshaus aus Fachwerk, mehreren Wirtschaftsgebäuden aus Backstein sowie dem Gutspark, der von einem Graben umschlossen ist.

| Lage                                      | Bezeichnung  | Beschreibung | ID       | Bild |
| ----------------------------------------- | ------------ | --- | -------- | ---- |
| Dorfstraße 40 53° 48′ 20″ N, 9° 14′ 25″ O | Gutshaus     | Das Gutshaus des Gutes Oerichsheil besteht aus zwei rechtwinklig zueinander stehenden Fachwerkflügeln mit Backsteinausfachung, von denen der westliche zweigeschossig ist, der östliche eingeschossig. Beide Flügel besitzen ein reetgedecktes Satteldach. Im zweigeschossigen Westflügel steckt der Ursprungsbau von 1590, der Ostflügel ist eine Erweiterung von 1783 (i). | 30926919 | BW   |
| Dorfstraße 40 53° 48′ 21″ N, 9° 14′ 26″ O | Stall        | Eingeschossiger langgestreckter Backsteinbau mit Drempelgeschoss unter flach geneigtem Satteldach. Errichtet Ende des 19. Jahrhunderts. | 50375306 | BW   |
| Dorfstraße 40 53° 48′ 21″ N, 9° 14′ 29″ O | Stallscheune | Traufständig zum Hof stehendes zweigeschossiges Backsteingebäude mit zwei rechtwinklig zueinander angeordneten Flügeln, beide unter flachem Satteldach. Erbaut um 1880 als kombiniertes Stall- und Scheunengebäude mit Quereinfahrten. | 30926942 | BW   |
| Dorfstraße 40 53° 48′ 19″ N, 9° 14′ 31″ O | Park         | Parkanlage mit altem Baumbestand und Allee. Entstanden wohl im letzten Viertel des 19. Jahrhunderts. | 37345982 | BW   |
| Dorfstraße 40 53° 48′ 17″ N, 9° 14′ 23″ O | Wassergraben | Grabensystem mit Wasser, dreiseitig um den Garten der Gutsanlage herum gelegen. | 37362957 | BW   |

### Gruppe: Kehdinger Hofanlagen
Die Gruppe hat die ID 30900005. Die Kehdinger Hofanlagen Landesbrück 33, 35, 37, 49 und Osterende 1 bestehen aus großen, parallel zueinander entlang der Straße aufgereihten Fachwerkgebäuden des 19. Jahrhunderts.

| Lage                                       | Bezeichnung               | Beschreibung | ID       | Bild |
| ------------------------------------------ | ------------------------- | --- | -------- | ---- |
| Osterende 1 53° 48′ 19″ N, 9° 16′ 28″ O    | Scheune                   | Verbretterte Kornscheune in Fachwerk, teilweise mit Backsteinausfachung, unter typischem reetgedecktem Walmdach mit tief herabgezogenem Walm (Hemt) an der Nordseite. Erschlossen durch Quereinfahrten. Errichtet um 1850.              | 30926659 | BW   |
| Osterende 1 53° 48′ 19″ N, 9° 16′ 29″ O    | Scheune                   | In Backstein errichtete Längsscheune, firstparallel zum nebenstehden Wohn-/Wirtschaftsgebäude, unter reetgedecktem Satteldach. Errichtet wohl um 1850 als Viehscheune.                                                                  | 30926602 | BW   |
| Osterende 1 53° 48′ 19″ N, 9° 16′ 30″ O    | Wohn-/ Wirtschaftsgebäude | Giebelständiges Fachwerkgebäude mit Backsteinausfachung, firstparallel zur neben stehenden Scheune, unter reetgedecktem Satteldach. Errichtet 1810 (i).                                                                                 | 30926545 | BW   |
| Landesbrück 49 53° 48′ 19″ N, 9° 16′ 33″ O | Scheune                   | Giebelständiger, firstparallel zu den beiden größeren Hauptgebäuden ausgerichteter Backsteinbau unter Satteldach. Erbaut in der zweiten Hälfte des 19. Jahrhunderts.                                                                    | 30926678 | BW   |
| Landesbrück 49 53° 48′ 18″ N, 9° 16′ 34″ O | Scheune                   | Giebelständiger, firstparallel zum neben stehenden Wohn-/Wirtschaftsgebäude ausgerichteter Fachwerkbau mit Backsteinausfachung, Traufseiten massiv erneuert. Unter Satteldach. Errichtet Anfang des 19. Jahrhunderts.                   | 30926621 | BW   |
| Landesbrück 49 53° 48′ 18″ N, 9° 16′ 35″ O | Wohn-/ Wirtschaftsgebäude | Giebelständiges Fachwerkgebäude mit Backsteinausfachung, firstparallel zur neben stehenden Scheune, unter Satteldach. Errichtet vermutlich Ende des 18. Jahrhunderts.                                                                   | 30926564 | BW   |
| Landesbrück 37 53° 48′ 16″ N, 9° 16′ 46″ O | Wohn-/ Wirtschaftsgebäude | Giebelständiger Vierständerbau in Fachwerk mit Backsteinausfachung, unter Satteldach. Gleichmäßiges Gitterfachwerk. Wohnteil teilweise massiv in Backstein erneuert. Errichtet 1808 (i).                                                | 30926846 | BW   |
| Landesbrück 37 53° 48′ 16″ N, 9° 16′ 49″ O | Scheune                   | Quererschlossener Längsbau aus Fachwerk, teilweise verbrettert, teilweise mit Backsteinausfachung. Mit typischem tief heruntergezogenem Walmdach (Hemt) in Reetdeckung. Errichtet um 1850.                                              | 30926828 | BW   |
| Landesbrück 35 53° 48′ 16″ N, 9° 16′ 52″ O | Scheune                   | Giebelständiger Fachwerkbau mit Backsteinausfachung, firstparallel zum nebenstehenden Haupthaus errichtet. Unter reetgedecktem Satteldach. Südlicher Giebel in Backstein erneuert. Errichtet in der ersten Hälfte des 19. Jahrhunderts. | 30926810 | BW   |
| Landesbrück 35 53° 48′ 15″ N, 9° 16′ 53″ O | Wohn-/ Wirtschaftsgebäude | Giebelständiger Zweiständerbau in Fachwerk mit Backsteinausfachung, unter reetgedecktem Satteldach. Firstparallel zur nebenstehenden Viehscheune. Errichtet um 1800.                                                                    | 30926790 | BW   |
| Landesbrück 33 53° 48′ 15″ N, 9° 16′ 54″ O | Wohn-/ Wirtschaftsgebäude | Giebelständige große Fachwerkkate mit Backsteinausfachung, unter reetgedecktem Halbwalmdach. Wohnteil massiv in Backstein erneuert. Errichtet um 1800.                                                                                  | 30926770 | BW   |

### Gruppe: Kirchenbezirk Oederquart
Die Gruppe hat die ID 30899974. Der Siedlungskern von Oederquart besteht aus dem Kirchhof mit der mächtigen mittelalterlichen Kirche und einem Gefallenendenkmal sowie gegenüberliegend zwei Häusern des 19. Jahrhunderts.

| Lage                                      | Bezeichnung       | Beschreibung | ID       | Bild           |
| ----------------------------------------- | ----------------- | --- | -------- | -------------- |
| Süderende 1 53° 48′ 15″ N, 9° 14′ 19″ O   | Kirche            | Die Kirche wurde das erste Mal im Jahre 1330 erwähnt. Es ist ein Saalbau aus Backstein mit einem polygonalen Chor und einem Westturm. Die drei westlichen Joche an der Südseite wurden in den Jahren 1793 bis 1794 renoviert. Im Inneren war die Decke ursprünglich gewölbt, 1794 wurde eine Flachdecke eingebaut. Die heutige Decke wurde von 1906 bis 1907 eingebaut. Das Altarretabel stammt aus der Zeit um 1530/1530, wobei die acht Reliefs auf den Flügel aus der Zeit um 1420/1430 kommen. Alle Reliefs und Statuen zeigen Szenen aus Marias Leben. Die Triumphkreuzgruppe stammt aus dem ersten Viertel des 16. Jahrhunderts. Die Kanzel wurde 1695 von J. C. Wilkens erstellt. Das Hauptwerk und das Rückpositiv wurden von 1679 bis 1682 von Arp Schnitger errichtet, die Pedaltürme stammen von J. D. Busch aus Itzehoe. Die Glocke wurde 1459 von Hermann Klinghe aus Bremen gegossen. | 30927100 | Weitere Bilder |
| Kirchhof 53° 48′ 16″ N, 9° 14′ 20″ O      | Gefallenendenkmal | Gefallenendenkmal in Form eines über einem mehrstufigen runden Feldsteinsockel aufgerichteten zweiteiligen Sandsteinpfeilers mit Inschrift für die Gefallenen des Ersten Weltkriegs. Errichtet um 1920. | 50377124 |                |
| Dorfstraße 61 53° 48′ 16″ N, 9° 14′ 15″ O | Wohnhaus          | Giebelständig zum Kirchplatz stehender eingeschossiger Fachwerkbau mit Backsteinausfachung, unter pfannengedecktem Satteldach. Mit Vorbau und darüber liegendem Dacherker mit Giebel und Balkon an der Nordfassade. Errichtet im 19. Jahrhundert. | 30926960 | BW             |
| Süderende 2 53° 48′ 15″ N, 9° 14′ 14″ O   | Gasthof           | Über T-förmigem Grundriss errichteter ehemaliger Gasthof, teilweise massiv aus Backstein, teilweise in Fachwerk mit Backsteinausfachung, unter reetgedeckten Satteldächern. Der kürzere Flügel steht traufständig zur St. Johannis-Kirche, hier unterschiedliche Traufhöhen und mittig ein großes Zwerchhaus. Errichtet im 19. Jahrhundert. | 30927120 | BW             |

### Gruppe: Osterende 21
Die Gruppe hat die ID 30899995. Hofanlage mit Wohn-/Wirtschaftsgebäude und firstparallel hierzu errichteter Viehscheune sowie Baumbestand und umgebenden Wassergräben.

| Lage                                     | Bezeichnung               | Beschreibung | ID       | Bild |
| ---------------------------------------- | ------------------------- | --- | -------- | ---- |
| Osterende 21 53° 47′ 57″ N, 9° 15′ 41″ O | Wohn-/ Wirtschaftsgebäude | Großes Hallenhaus aus Fachwerk mit Backsteinausfachung, unter Satteldach. Stallteil mit Kübbungen, Wohnteil mit großem Zwerchhaus in der nördlichen Dachfläche. Hier Eingangsbereich mit zweiflügeliger Eingangstür mit schmalem Oberlicht und acht Füllungen. Historische Fenster erhalten. Giebel dreifach vorgekragt, unterste Vorkragung mit Stichgebälk. Errichtet 1831 (i), vermutlich verändert 1843 (i). | 30927058 | BW   |
| Osterende 21 53° 47′ 56″ N, 9° 15′ 42″ O | Scheune                   | Großer firstparallel zum Haupthaus stehender Fachwerkbau mit Backsteinausfachung unter Satteldach. Errichtet als Viehscheune 1832 (i). | 30927080 | BW   |

### Gruppe: Ziegelhof
Die Gruppe hat die ID 30900025. Typische Kehdinger Hofanlage mit drei firstparallel zueinder stehenden Fachwerkbauten und einer Kornscheune. Sämtlicher Gebäudebestand stammt aus dem 19. Jahrhundert.

| Lage                                   | Bezeichnung               | Beschreibung | ID       | Bild |
| -------------------------------------- | ------------------------- | --- | -------- | ---- |
| Schinkel 19 53° 48′ 3″ N, 9° 17′ 43″ O | Wohn-/ Wirtschaftsgebäude | Giebelständiger Vierständerbau in Fachwerk mit Backsteinausfachung, unter reetgedecktem Satteldach, mit Halbwalm am Wohnende. Gleichmäßiges Gitterfachwerk. Zweiflügelige Haustür in der Westfassade mit acht rechteckigen Füllungen und Pilasterrahmung. Errichtet 1839 (i). | 30926413 | BW   |
| Schinkel 19 53° 48′ 4″ N, 9° 17′ 42″ O | Scheune                   | Giebelständiger Fachwerkbau mit Backsteinausfachung, unter reetgedecktem Satteldach, nach Süden mit Halbwalm. Firstparallel zum neben stehenden Haupthaus. Errichtet Ende des 18. Jahrhunderts.                                                                               | 30926433 | BW   |
| Schinkel 19 53° 48′ 4″ N, 9° 17′ 40″ O | Stall                     | Kleiner giebelständiger Fachwerkbau mit Backsteinausfachung, unter reetgedecktem Satteldach, mit Halbwalm am Südgiebel. Errichtet Mitte des 19. Jahrhunderts. | 30926453 | BW   |
| Schinkel 19 53° 48′ 5″ N, 9° 17′ 43″ O | Scheune                   | Quererschlossener Längsbau aus Fachwerk, teilweise verbrettert, teilweise mit Backsteinausfachung. Mit typischem tief heruntergezogenem Walmdach (Hemt). Errichtet um 1850.                                                                                                   | 30926471 | BW   |

### Einzelbaudenkmale
| Lage                                       | Bezeichnung               | Beschreibung | ID       | Bild |
| ------------------------------------------ | ------------------------- | --- | -------- | ---- |
| Dorfstraße 103 53° 48′ 21″ N, 9° 13′ 51″ O | Brunnenhaus               | Aus speziell geformten Backsteinen errichtetes Gehäuse mit einem Kranz von Lüftungsschlitzen zum Schutz des darunter befindlichen Brunnens. Zargentür mit hoher Schwelle. Erbaut um 1900 als Brunnenhaus.                                                                                 | 30926978 | BW   |
| Hohenlucht 17 53° 48′ 5″ N, 9° 11′ 4″ O    | Wohn-/ Wirtschaftsgebäude | Zweiständerbau in Fachwerk mit Backsteinausfachung, unter Satteldach. Regelmäßiges Fachwerkgefüge. Im Süden zweiflügelige Eingangstür mit acht Füllungen, seitlich davon Halbsäulen in Holz. Errichtet als Haupthaus des ehemaligen Gutes Hohenlucht um 1800.                             | 30926736 | BW   |
| Kajedeich 129 53° 46′ 59″ N, 9° 15′ 5″ O   | Wohn-/ Wirtschaftsgebäude | Fachwerkbau mit Backsteinausfachung, unter reetgedecktem Satteldach. Engmaschiges Gitterfachwerk. Errichtet als Haupthaus des Moorhofes im 19. Jahrhundert. | 30926753 | BW   |
| Neuer Seeweg 1 53° 46′ 56″ N, 9° 11′ 5″ O  | Wohnhaus                  | Langgestreckter traufständiger Fachwerkbau mit Backsteinausfachung unter reetgedecktem Walmdach. Erschließung über ein Dielentor an der Traufseite und einen mittig platzierten Eingang unterhalb eines straßenseitigen großen Zwerchhauses. Errichtet als Kate im 19. Jahrhundert.       | 30927039 | BW   |
| Schinkel 3 53° 47′ 53″ N, 9° 18′ 11″ O     | Wohn-/ Wirtschaftsgebäude | Giebelständiges massives Hallenhaus aus Backstein, unter reetgedecktem Satteldach, am Wohnende mit Halbwalm. Rundbogige Dielen- und Stalltüren, halbmondförmige Dielenfenster. Dreiachsiges Zwerchhaus über dem Eingang in der Ostfassade. Erbaut 1850 (i).                               | 30926394 | BW   |
| Schinkel 27 53° 48′ 4″ N, 9° 17′ 20″ O     | Wohn-/ Wirtschaftsgebäude | Hallenhaus aus Fachwerk mit Backsteinausfachung, unter reetgedecktem Satteldach. Sehr enges Fachwerk, im Stallteil als Gitterfachwerk, im Wohnteil kombiniert mit Doppelständern an den Traufseiten. Giebel mehrfach schwach vorkragend. Errichtet als Haupthaus des Gutes Döse 1777 (i). | 30926491 | BW   |
| Süderende 53° 48′ 9″ N, 9° 14′ 13″ O       | Grabstätte                | Das Sandsteinmonument der Grabstätte Mahler wurde 1876 errichtet. Es ist ein Monument mit Eckpfeilern und einem Geibel aus Fialen und Kreuzblumen im Stil der Neugotik. Die Inschrift auf dem Monument lautet: Grabstätte der Familie Mahler in Hohenlucht.                               | 30927174 | BW   |